# 419 v. Chr.
Portal Geschichte | Portal Biografien | Aktuelle Ereignisse | Jahreskalender | Tagesartikel

◄ |
6. Jahrhundert v. Chr. |
5. Jahrhundert v. Chr. |
4. Jahrhundert v. Chr. |
►

◄ | 430er v. Chr. | 420er v. Chr. | 410er v. Chr. | 400er v. Chr. |
390er v. Chr. |
►

◄◄ | ◄ | 422 v. Chr. | 421 v. Chr. | 420 v. Chr. | 419 v. Chr. |
418 v. Chr. |
417 v. Chr. |
416 v. Chr. |
► |
►►